# Lijst van gemeentelijke monumenten in Wormerland
De gemeente Wormerland kent 23 gemeentelijke monumenten. Hieronder een overzicht. 

## Jisp
De plaats Jisp kent 3 gemeentelijke monumenten:
| Object                                | Bouwjaar         | Architect | Locatie                                                       | Coördinaten                   | Nr.     | Afbeelding  |
| ------------------------------------- | ---------------- | --------- | ------------------------------------------------------------- | ----------------------------- | ------- | ----------- |
| Houten woning                         | 1900             |           | Dorpsstraat 47                                                | 52° 30' 27" NB, 4° 51' 12" OL | 0880/7  | Upload foto |
| Kapberg / vrijstaand pannenhooihuis   | begin 20ste-eeuw |           | Dorpsstraat 69                                                | 52° 30' 27" NB, 4° 51' 18" OL | 0880/8  | Upload foto |
| Wegsloot Jisp tot Oosteinde in Wormer |                  |           | Van Dorpsstraat 137 Jisp tot Hoek van Bos (Oosteinde/ Weiver) |                               | 0880/23 | Upload foto |

## Oostknollendam
De plaats Oostknollendam kent 2 gemeentelijke monumenten:
| Object                                                   | Bouwjaar   | Architect | Locatie            | Coördinaten                   | Nr.     | Afbeelding  |
| -------------------------------------------------------- | ---------- | --------- | ------------------ | ----------------------------- | ------- | ----------- |
| Houten dubbel woonhuis                                   | 1894/ 1895 |           | Dorpsstraat 39/ 41 | 52° 30' 55" NB, 4° 47' 25" OL | 0880/18 | Upload foto |
| Woonhuis (in opdracht van koopman Roelof Kraaij gebouwd) | 1885/ 1886 |           | Dorpsstraat 115    | 52° 31' 7" NB, 4° 47' 29" OL  | 0880/1  | Upload foto |

## Wijdewormer
De plaats Wijdewormer kent 6 gemeentelijke monumenten:
| Object                               | Bouwjaar   | Architect | Locatie        | Coördinaten                   | Nr.     | Afbeelding  |
| ------------------------------------ | ---------- | --------- | -------------- | ----------------------------- | ------- | ----------- |
| Stolpboerderij                       | 1913/ 1914 |           | Noorderweg 102 | 52° 29' 35" NB, 4° 52' 27" OL | 0880/5  | Upload foto |
| Bovenmeesters-woning                 | 1912       |           | Noorderweg 163 | 52° 30' 27" NB, 4° 54' 60" OL | 0880/13 | Upload foto |
| Burgemeesterswoning met secretaris   |            |           | Noorderweg 165 | 52° 30' 28" NB, 4° 55' 0" OL  | 0880/14 | Upload foto |
| Stolpboerderij                       | 1911/ 1912 |           | Zuiderweg 26   | 52° 29' 27" NB, 4° 54' 18" OL | 0880/2  | Upload foto |
| Stolpboerderij Waterloo              | 1911       |           | Zuiderweg 36   | 52° 29' 16" NB, 4° 53' 57" OL | 0880/3  | Upload foto |
| Stolpboerderij met bijbehorende brug | 1881/ 1882 |           | Zuiderweg 45   | 52° 29' 5" NB, 4° 53' 18" OL  | 0880/4  | Upload foto |

## Wormer
De plaats Wormer kent 12 gemeentelijke monumenten:
| Object | Bouwjaar                                                 | Architect          | Locatie               | Coördinaten                   | Nr.     | Afbeelding |
| --- | -------------------------------------------------------- | ------------------ | --------------------- | ----------------------------- | ------- | --- |
| Bartelsluis | 17de-eeuw                                                |                    | Bartelsluis           | 52° 29' 16" NB, 4° 48' 48" OL | 0880/22 | Bartelsluis |
| Voormalig Pakhuis Het Fortuin / burgemeesterswoning, exclusief de achteruitbouw en de dakkapel op het linkerschild van het hoofddak | 17de-eeuws herenhuis, rond 1905 uitgebreid in Jugendstil |                    | Dorpsstraat 209       | 52° 30' 0" NB, 4° 49' 14" OL  | 0880/9  | Voormalig Pakhuis Het Fortuin / burgemeesterswoning, exclusief de achteruitbouw en de dakkapel op het linkerschild van het hoofddak |
| R.K. Maria Magdalenakerk | 1868-1869                                                | H.J. van den Brink | Dorpsstraat 351       | 52° 30' 4" NB, 4° 49' 54" OL  | 0880/12 | Meer afbeeldingen |
| Doopsgezinde kerk Vermaning | midden 19de-eeuw                                         | A. Verlaan         | Dorpsstraat 371       | 52° 30' 4" NB, 4° 49' 59" OL  | 0880/10 | Doopsgezinde kerk Vermaning |
| Stolpboerderij | 1929                                                     |                    | Oosteinde 24          | 52° 30' 5" NB, 4° 50' 26" OL  | 0880/6  | Stolpboerderij |
| De Witte Villa (Villa Zuid) | 1907                                                     |                    | Rigastraat 2          | 52° 29' 28" NB, 4° 48' 48" OL | 0880/19 | Upload foto |
| Pand Wormerveer | 1882                                                     |                    | Veerdijk 4            | 52° 29' 14" NB, 4° 48' 39" OL | 0880/21 | Upload foto |
| Molenschuur van voormalige oliemolen De Jonge Wolf                                                                                  | 2e helft 17e eeuw                                        |                    | Veerdijk 28           | 52° 29' 24" NB, 4° 48' 12" OL | 0880/20 | Upload foto |
| Pakhuis Herinnering | 1917-1918                                                |                    | Veerdijk 57           | 52° 29' 31" NB, 4° 47' 33" OL | 0880/15 | Upload foto |
| Pakhuis Geloof | 1918                                                     |                    | Veerdijk 59           | 52° 29' 33" NB, 4° 47' 34" OL | 0880/16 | Upload foto |
| Woonhuis, voormalig pakhuis Riga | 17de-18de-eeuw                                           |                    | Veerdijk 62           | 52° 29' 34" NB, 4° 47' 35" OL | 0880/17 | Upload foto |
| Voormalig directeurswoning Van Gelder met bijbehorende garage                                                                       | 1920-1930                                                |                    | Zaandammer- straat 72 | 52° 29' 41" NB, 4° 48' 45" OL | 0880/11 | Upload foto |